# Liste von Saxophonisten
Hier werden Saxophonisten, sowohl Solospieler als auch in Bands agierende Spieler gelistet. Wenn noch kein Artikel besteht, sollen sowohl die Lebensdaten, die Art des Saxophons sowie das Genre dabei mit aufgeführt werden.

## A
- Christine Abdelnour (* 1978)
- Sakina Abdou (* 1984)
- Stephan Abel (* 1964)
- George Adams (1940–1992)
- Pepper Adams (1930–1986)
- Cannonball Adderley (1928–1975)
- Bubi Aderhold (1924–2008)
- Thomas Agergaard (* 1962)
- Rafael Alcántara (* 1975)
- Eric Alexander (* 1968)
- Jovan Alexandre (* 1988)
- Fabrice Alleman (* 1967)
- Lee Allen (1926–1994)
- Lennart Allkemper (* 1992)
- James Allsopp (* 1981)
- Johnny Almond (1946–2009)
- Susanne Alt (* 1978)
- Zoh Amba (* 2000)
- Flavio Ambrosetti (1919–2012)
- Gianluca Ambrosetti (* 1974)
- Olga Amelchenko (* 1988)
- Gene Ammons (1925–1974)
- Ulf Andersson (1940–2023)
- Wessell „Wes“ „Warmdaddy“ Anderson (* 1964)
- David Angel (* 1940)
- Bruno Angeloni (* 1955)
- Gert Anklam (* 1969)
- Matthias Anton (* 1979)
- Joe Appleton (1900–1991)
- Josh Arcoleo (* 1989)
- Michael Arnold (* 1967)
- Jochen Arp (1944–2023)
- Arne Astrup (1922–2005)
- Vasko Atanasovski (* 1977)
- Gilad Atzmon (* 1963)
- Allison Au (* ≈1986)
- Charly Augschöll (* 1955)
- Georgie Auld (1919–1990)
- Charles Austin (1930–2024)
- Sil Austin (1929–2001)
- Kārlis Auziņš (* 1988)
- Joop Ayal (1925–2013)
- Albert Ayler (1936–1970)

## B
- Christian Bachner (* 1970)
- Peter Back (* 1962)
- Kristóf Bacsó (* 1976)
- Pierre-Antoine Badaroux (* 1986)
- Erik Balke (* 1953)
- Chelsea Baratz (* 1986)
- Jean-Luc Barbier (* 1951)
- Gato Barbieri (1932–2016)
- Piotr Baron (* 1961)
- Éric Barret (1959–2025)
- Bill Barron (1927–1989)
- Pascal Bartoszak (* 1992)
- Kim Barth (* 1973)
- Pius Baumgartner (* 1967)
- „Sax“ Gordon Beadle (* 1965 in Detroit, Michigan), R&B-Saxophonist
- Sidney Bechet (1897–1959)
- Jay Beckenstein (* 1951)
- Stefano Bedetti (* 1973)
- Alexander Beierbach (* 1971)
- Gorka Benítez (* 1966)
- Casey Benjamin (1978–2024)
- Abdelhaï Bennani (1950–2015)
- Peter Bennink (* 1945)
- Detlef Bensmann (* 24. Mai 1958 in Berlin), Solist, Kammer- und Orchestermusiker
- George Benson (1929–2019)
- Paul Berberich (* 1985)
- Loek van den Berg (* 1996)
- Nils Berg (* 1977)
- Christophe Berthet (* 1960)
- Chu Berry (1910–1941)
- Jon Beshay (* ≈1987)
- Pernille Bévort (* 1966)
- Patrick Bianco (* 1977)
- Gary Bias (* ≈1957)
- Heiko Bidmon (* 1982)
- Francesco Bigoni (* 1982)
- Michael Binder (* 1988)
- Héctor Bingert (* 1944)
- David „Dave“ Binney (* 1961)
- Nat Birchall (* 1957)
- Brent Birckhead (* 1985)
- Paul Biste (1925–2012)
- Michael Blake (* 1964)
- Ron Blake (* 1965)
- Seamus Blake (* 1970)
- Daniel Blanc (* 1959)
- Boris Blanchet (* 1971)
- Walter Blanding Jr. (* 1971)
- Beat Blaser (* 1953)
- Lena Bloch (* 1971)
- Jasper Blom (* 1965)
- Hamiet Bluiett (1940–2018)
- Arthur Blythe (1940–2017)
- Andreas Böhlen (* 1983)
- Baptiste Boiron (* 1980)
- Rémi Bolduc (* 1962)
- Gábor Bolla (* 1988)
- Peter Bolte (* 1967)
- Céline Bonacina (* 1975)
- Mouse Bonati (1930–1983)
- Ntshuks Bonga (* 1963)
- Robert Bonisolo
- Jean-François Bonnel (* 1959)
- Harvey Boone (≈1898–1939)
- Matthieu Bordenave (* 1983)
- Arno Bornkamp (* 1959), klassischer Saxophonist
- Julian Bossert (* 1988)
- Earl Bostic (1913–1965)
- Rick von Bracken (* 1964)
- Bert Brandsma (* 1965)
- Alan Braufman (* 1951)
- Anthony Braxton (* 1945)
- Michael Brecker (1949–2007)
- Simon Bremen (1999)
- Christian Brewer (≈1965–2021)
- Ron Bridgewater (* 1947)
- Ariel Brínguez (* 1982)
- Owen Broder (* 1989)
- Kristina Brodersen (* 1977)
- Hugh Brodie (1933–2017)
- Jan Galega Brönnimann (* 1969)
- George Brooks (* 1956)
- Kenny Brooks (* 1966)
- Rusty Bryant (1929–1991)
- Regina Büchner (* 1962)
- Alexander Bühl (* 1986)
- Gregor Bürger (* 1976)
- Fiona Burnett (* 1971)
- Abraham Burton (* 1971)
- Bettina Russmann (* 1968)
- Sam Butera (1927–2009)
- Don Byas (1912–1972)

## C
- Pablo Calogero (* 1958)
- Hugo Candelario (* 1967)
- Lou Caputo (* ≈1950)
- Fredrik Carlquist (* 1969)
- Chelsea Carmichael (* ≈1992)
- Matt Carmichael (* 1999)
- Benny Carter (1907–2003)
- James Carter (* 1969)
- Hank „Hurricane“ Carter, Saxophonist (1980–2003) bei George Thorogood
- George Cartwright (*  1950)
- Matt Catingub (* 1961)
- Svatopluk Čech (* 1946)
- Sarah Chaksad (* 1983)
- Eddie Chamblee (1920–1999)
- Joan Chamorro (* 1962)
- Allan Chase (* 1956)
- Arni Cheatham (1944–2023)
- Russ Cheever (1911–1987)
- James Clay (1935–1994)
- Clarence Clemons (1942–2011)
- Céline Clénin (* 1973)
- Arnett Cobb (1918–1989)
- Wolf Codera (* 1961)
- Jimmy Coe (1921–2004)
- Tony Coe (1934–2023)
- Basil „Manenberg“ Coetzee (1944–1998)
- Mark Colby (1949–2020)
- Richie Cole (1948–2020)
- Xhosa Cole (* 1997)
- Ornette Coleman (1930–2015)
- Steve Coleman (* 1956)
- Dana Colley (* 1961), Saxophonist von Morphine
- Isaiah Collier (* 1998)
- Vanessa Collier (* 1991)
- John Coltrane (1926–1967)
- Ravi Coltrane (* 1965)
- Patrick Cornelius (* 1978)
- Christine Corvisier (* 1982)
- Adrian Cox (* 1983)
- Paul Cram (1952–2018)
- Hank Crawford (1934–2009)
- Sonny Criss (1927–1977)
- Rosalind Cron (1925–2021)
- Ed Curran (* 1940)
- Caleb Curtis (* 1985)
- King Curtis (1934–1971)

## D
- Christina Dahl (* 1965)
- Daniel Daemen, (* 1977)
- Gilbert Dall’Anese (* 193?)
- Damian Dalla Torre (* 1989)
- Alban Darche (* 1974)
- Beatrix Darmstädter (* 1972)
- Eddie Lockjaw Davis (1922–1986)
- Maxwell Davis (1916–1970)
- Alain Debiossat (* 1958)
- Peter Decker (1957–2003)
- Jon De Lucia (* 1980)
- Frank Delle (* 1966)
- Jim Denley (* 1957)
- Anton Denner (* 1961)
- Bertrand Denzler (* 1963)
- Alabaster DePlume (* 1980/81)
- Renald Deppe (1955–2023)
- Paul Desmond (1924–1977)
- Randal Despommier (* ≈1982)
- Klaus Dierolf (* 1966)
- Dietmar Diesner (* 1955)
- Jürgen Dietz (1953–2022)
- Marike van Dijk (* 1982)
- Sam Dillon (* ≈1985)
- Boriana Dimitrova (* ≈1977)
- Mike DiRubbo (* 1970)
- Fostina Dixon (* 1956)
- Marc Doffey (* 1992)
- Klaus Doldinger (* 1936)
- Eric Dolphy (1928–1964)
- Arne Domnérus (1924–2008)
- Miles Donahue (* 1944)
- Lou Donaldson (1926–2024)
- André Donni (* 1971)
- Kurt Dörflinger (1910–1986)
- Phillip Dornbusch (* 1994)
- Jimmy Dorsey (1904–1957)
- Guy Dossche (1925–2016)
- Art Drelinger (1915–2001)
- Bob Driessen (* 1947)
- Fabian Dudek (* 1995)
- Gerd Dudek (1938–2022)
- Candy Dulfer (* 1969)
- Hans Dulfer (* 1940)
- Phil Dwyer (* 1965)
- Mia Dyberg (* 1986)

## E
- Duncan Eagles (* 1985)
- Hansmartin Eberhardt (* 1966)
- Musina Ebobissé (* 1990)
- Teddy Edwards (1924–2003)
- Tilman Ehrhorn (* 1972)
- Markus Ehrlich (* 1987)
- Valdemar Eiberg (1892–1965)
- Markus Eichenberger (* 1957)
- Jimmy Ellis (1930–2021)
- Pee Wee Ellis (1941–2021)
- Steve Elson (* 1953)
- Yaron Elyashiv (* 1981)
- Marco Eneidi (1956–2016)
- Jonas Engel (* 1990)
- Ed Epstein (* 1946)
- Peter Epstein (* 1967)
- Michael Erian (* 1968)
- İlhan Erşahin (* 1965)
- Booker Ervin (1930–1970)
- Ellery Eskelin (* 1959)
- Bill Evans (* 1958)
- Herschel Evans (1909–1939)
- Julieta Eugenio (* 1990)
- Kai Ewans (1906–1988)

## F
- Thomas Faist (* 1957)
- Mirko Fait (* 1965)
- Fernando Fantini (1929–2018)
- Joe Farrell (1937–1986)
- Enzo Favata (* 1956)
- Thomas Fehling (1940–2009)
- Tanja Feichtmair (* 1972)
- Florian Fennes (* 1980)
- Ned Ferm (* 1982)
- Eva Fernández (* 1994)
- Jochen Feucht (* 1968)
- Remy Filipovitch (1946–2018)
- Román Filiú (* 1972)
- Robin Fincker (* 1980)
- Donat Fisch (* 1956)
- Hans-Jörg Fischer (*  1967), ehem. Mitglied bei The Busters
- Michael Fischer (* 1963)
- Noah Fischer (* 1971)
- Štěpán Flagar (* 1995)
- Birgitta Flick (* 1985)
- Roland von Flüe (* 1961)
- Marty Fogel (* 1945)
- Jimmy Forrest (1920–1980), berühmt durch Night Train
- Bobby Forte, spielte Tenorsaxophon bei B. B. King in den 1970ern
- Sonny Fortune (1939–2018)
- Frank Foster (1928–2011)
- Chad Fowler  (* 1974)
- Victor Fox (* 2000)
- Percy France, Tenorsaxophonist bei Freddie Roach
- Olivier Franc (* 1953)
- Dean Fraser (* 1957)
- Linda Fredriksson (* 1985)
- Bud Freeman (1906–1991)
- Von Freeman (1923–2012)
- Wolfgang Fuchs (1949–2016)
- Berkeley Fudge (* 1937)
- Wolfgang Fuhr (* 1966)
- Gary Fuhrmann (* 1978)
- Paul Furniss (* 1944)
- Andy Fusco (1948–2021)

## G
- Kenny G (* 1956)
- Julius Gabriel (* 1988)
- Pete Gallio (1966–2022)
- Jan Garbarek (* 1947)
- Nubya Garcia (* 1991)
- Lionel Garcin (* 1972)
- Lou Gare (1939–2017)
- Kenny Garrett (* 1960)
- Martin Gasser (* 1990)
- Daniel Gauthier, klassischer Saxophonist (Alliage Quintett)
- Julius Gawlik (* 1997)
- Charles Gayle (1939–2023)
- Benny Gebauer (* 1939)
- Dietrich Geldern (1937–2023)
- Maximilian Geller (* 1964)
- Virginia Genta (* 1984)
- Camilla George (* 1988)
- Siggi Gerhard (1930–2020)
- Stan Getz (1927–1991)
- Ganesh Geymeier (* 1984)
- Joe Giardullo (* 1948)
- Jarrett Gilgore (* 1992)
- Sebastian Gille (* 1983)
- John Gilmore (1931–1995)
- Bendik Giske (* 1982)
- Aart Gisolf (* 1937)
- Jimmy Giuffre (1921–2008)
- Ingmar Glanzelius (1927–2021)
- Tyree Glenn junior (* 1940)
- Roby Glod (* ≈1970)
- Nicole Glover (1991)
- Mikael Godée (* 1957)
- Binker Golding (* 1985)
- Benny Golson (1929–2024)
- Paul Gonsalves (1920–1974)
- Kadri Gopalnath (1949–2019)
- Dexter Gordon (1923–1990)
- Zilas Görling (1911–1960)
- Bo van de Graaf (* 1957)
- Maria Grand (* 1992)
- Bruce Grant (1949–2009)
- Luigi Grasso (* 1986)
- Sven Grau (* 1976)
- Max Greger (1926–2015)
- Johnny Griffin (1928–2008)
- Mathilde Grooss Viddal (* 1969)
- Philipp Gropper (* 1978)
- Fynn Großmann (* 1992)
- Muriel Grossmann (* 1971)
- Cecilie Grundt (* 1991)
- Philipp Gubelmann (* 1978)
- Peter Guidi (1949–2018)
- Andrew Gutauskas (* ≈1985)

## H
- Arno Haas (* 1965)
- Kerstin Haberecht (* 1988)
- Ilona Haberkamp (* 1957)
- Thomas Haberkamp (* 1954)
- Henry Hagemann (1910–1964)
- Elise Hall (1853–1924)
- Matthew Halpin (* 1991)
- Scott Hamilton (* 1954)
- Al Hamme (* 1939)
- Adrian Hanack (* 1990)
- Roger Hanschel (* 1964)
- Mark Hanslip (* 1979)
- Markus Harm (* 1987)
- Philipp Harnisch (* 1985)
- Eddie Harris (1934–1996)
- Walter Hartmann (1927–1992)
- Curt Hasenpflug (1903–1945)
- Rolf Häsler (* 1962)
- Jimmy Hastings (1938–2024)
- Markus Hauser (* 1971)
- Coleman Hawkins (1904–1969)
- Jimmy Heath (1926–2020)
- Dick Heckstall-Smith (1934–2004)
- Isak Hedtjärn (* 1991)
- Ralph Heidel (* 1993)
- Peter Heidl (* 1958)
- Paul Heller (* 1971)
- John Helliwell (* 1945)
- Alden Hellmuth (* ≈1995)
- Julius Hemphill (1938–1995)
- Joe Henderson (1937–2001)
- Ian Hendrickson-Smith (* 1974)
- Alex Hendriksen (* 1975)
- H. Benne Henton (1877–1938)
- Baptiste Herbin (* 1985)
- Hugo Heredia (1935–2019)
- Konstantin Herleinsberger (* 1991)
- Manuel Hermia (* 1967)
- Lukas Heuss (* 1961)
- Hans Peter Hiby (* 1962)
- Buck Hill (1927–2017)
- Dave Hillyard, Ska-, Reggae- und Rocksteady-Saxophonist
- Poul Hindberg (1918–1999)
- Makoto Hirahara (1952–2021)
- Antonin-Tri Hoang (* 1989)
- Johnny Hodges (1906–1970)
- Fabienne Hoerni (* 1974)
- Tobias Hoffmann (* 1988)
- Lisa Hofmaninger (* 1991)
- Anna Högberg (* 1985)
- Maarten Hogenhuis (* 1986)
- Red Holloway (1927–2012)
- Ron Holloway (* 1953)
- Gilbert Holmström (* 1937)
- Masato Honda
- Lynn Hope (1926–1993)
- Gaël Horellou (* 1975)
- Johan Hörlén (* 1967)
- Michael Hornstein (* 1962)
- Raphael Huber (* ≈1990)
- Peter van Huffel (* 1978)
- Diane Hunger (* 1983), Solistin, Kammermusikerin und Dozentin
- Gerd Husemann (1921–1990)
- Shabaka Hutchings (* 1984)

## I
- Raphaël Imbert (* 1974)
- Jiro Inagaki (1933–2024)
- Jon Irabagon (* 1979)
- Marina Iten (* 1998/99)
- Pedro Iturralde (1929–2020)
- Ricardo Izquierdo (* 1978)

## J
- Benedikt Jäckle (* 1996/97)
- Willis „Gator“ Jackson (1928–1987)
- Illinois Jacquet (1922–2004)
- George James (1906–1995)
- Domenic Janett (* 1949)
- Niculin Janett (* 1989)
- Tone Janša (* 1943)
- Lennart Jansson (1932–1999)
- Jouni Järvelä (* 1973)
- Hilton Jefferson (1903–1968)
- Ove Johansson (1936–2015)
- Budd Johnson (1910–1984)
- Malte Johnson (1910–2003)
- Plas Johnson (* 1931)
- Clifford Jordan (1931–1993)
- Louis Jordan (1908–1975)
- Dirko Juchem (* 1961)

## K
- Maciej Kądziela (* 1990)
- Wollie Kaiser (* 1950)
- Noel Kaletsky (1937–2023)
- Anna Kaluza (* 1979)
- Bob Kaper (* 1939)
- Beat Kappeler (* 1970)
- Michael Karn (* 1966)
- Jörg Kaufmann (* 1960)
- Sebastian von Keler (* 1986)
- Rick Keller (* 1961)
- Christian Kellersmann (* 1960)
- Grace Kelly (* 1992)
- John-Edward Kelly (* 7. Oktober 1958; † 12. Februar 2015)
- Kamau Kenyatta (* 1955)
- Robin Kenyatta (1944–2004)
- Dim Kesber (1930–2013)
- Bobby Keys (1943–2014)
- Jan Kiesewetter (* 1984)
- Kim Jung-jae (* ≈1990)
- Rosa King (1939–2000)
- Cassie Kinoshi (* 1993)
- Frank Kirchner (1961–2024)
- Rahsaan Roland Kirk (1936–1977)
- Annette Kitagawa (* 1972)
- Martin Klapper (* 1963)
- Gary Klein (1933–2019)
- Johanna Klein (* ≈1994)
- Niels Klein (* 1978)
- Erica von Kleist (* 1982)
- Franz von Klenck (1927–1958)
- Jens Klüver (* 1948)
- Eero Koivistoinen (* 1946)
- Lee Konitz (1927–2020)
- Jan Konopásek (1931–2020)
- Bernd Konrad (* 1948)
- Aleksander Korecki (* 1955)
- Christian Korthals (* 1978)
- Tommy Koverhult (1945–2010)
- Dave Koz (* 1963)
- Dieter Kraus (* 1972)
- Klaus Kreuzeder (1950–2014)
- Julia Kriegsmann (* 1988)
- Fredrik Kronkvist (* 1975)
- Marty Krystall (* 1951)
- Olaf Kübler (1937–2024)
- Nicolas Kummert (* 1979)
- David Kweksilber (* 1973)

## L
- Marc Laferrière (* 1935)
- Dezső Lakatos (1944–1997)
- Tony Lakatos (* 1958)
- Andrej Lakisov (* 1983)
- Duncan Lamont (1931–2019)
- Omar Lamparter (1917–2014)
- Swantje Lampert (* 1973)
- Harold Land (1928–2001)
- Domenic Landolf (* 1969)
- Ronnie Lang (* 1927)
- Magdalena Łapaj (* 1988)
- Jean-Marc Larché (* 1961)
- Adam Larson (* 1991)
- Elin Larsson Forkelid (* 1984)
- Timo Lassy (1974)
- Yusef Lateef (1920–2013)
- Ingrid Laubrock (* 1970)
- Christof Lauer (* 1953)
- Dustin Laurenzi (* 1989)
- Doug Lawrence (* 1956)
- Marthe Lea (* 1990)
- Gerard Lebik (* 1980)
- Lou Lecaudey (* 1990)
- George Lee Larnyoh (1938–2008)
- Fred Leeflang (1945–2018)
- Chad Lefkowitz-Brown (* 1989)
- Peter Lehel (* 1965)
- Alexandra Lehmler (* 1979)
- Letieres Leite (1959–2021)
- Thomas L’Etienne (* 1956)
- Brian Levy (* 1977)
- Jed Levy (* 1958)
- David Liebman (* 1946)
- Yaroslav Likhachev (1991)
- Johan van der Linden (* 1961)
- Kira Linn (* 1993)
- Fred Lipsius (* 1943)
- Antonio Lizana (* 1986)
- Charles Lloyd (* 1938)
- Jean-Marie Londeix (1932–2025)
- Julien Lourau (* 1970)
- Joe Lovano (* 1952)
- Johannes Ludwig (* 1988)
- Marcel Lüscher (* 1971)
- Nikola Lutz (* 1970)

## M
- Laura Macdonald (* 1974)
- Maurice Magnoni (* 1948)
- Andi Maile (* 1964)
- Duke Makasi (1941–1993)
- Bob Malach (* 1954)
- Alexej Malakhau (* 1982)
- Ann Malcolm (* 1964)
- Stefano Maltese (* 1955)
- Emil Mangelsdorff (1925–2022)
- Anton Mangold (* 1991)
- Fabia Mantwill (* 1993)
- Jakob Manz (* 2001)
- Carl Maraghi (* ≈1975)
- Thomas Walter Maria (* 1971)
- Charlie Mariano (1923–2009)
- Eric Marienthal (* 1957)
- Bruno Marini (* 1958)
- Branford Marsalis (* 1960)
- Jason Marshall (* 1983)
- Bob Martin (1948–2023)
- Lionel Martin (* 1974)
- Till Martin (* 1968)
- Glauco Masetti (1922–2001)
- Nicolas Masson (* 1972)
- Philippe Maté (1939–2002)
- Peter Materna (* 1965)
- Stephan Mattner (* 1974)
- Turk Mauro (1944–2019)
- Camille Maussion (* 1988)
- Andy McGhee (1927–2017)
- Jackie McLean (1931–2006)
- David McMurray (* 1958)
- Big Jay McNeely (1927–2018)
- Frank Mead, Saxophonist u. a. bei Gary Moore, Bill Wyman’s Rhythm Kings
- Jason Mears (* ≈1976)
- Bessie Mecklem, schuf die erste Saxophonaufnahme (1892) im Edison-Studio
- Jenne Meinema (1931–2020)
- Thomas K. J. Mejer (* 1961)
- Ties Mellema (* 1976)
- Jan Menu (* 1962)
- Don Menza (* 1936)
- Hervé Meschinet (* 1959)
- Mezz Mezzrow (1899–1972)
- Andy Middleton (* 1962)
- Philippe Micol (1955–2021)
- Jo Mikovich (1940–2014)
- Joel Miller (* ≈1970)
- Yucco Miller (* 1990)
- Bob Mintzer (* 1953)
- Luc Mishalle (* 1953)
- Henryk Miśkiewicz (* 1951)
- Dennis Mitcheltree (* 1964)
- Hank Mobley (1930–1986)
- Jean Moermans (1866–1922), belgischer Saxophon-Virtuose, schuf erste Saxophonaufnahme auf Grammophonplatte (1897)
- Jens Arne Molvær (1940–2023)
- Christophe Monniot (* 1970)
- LeRoi Moore (1961–2008)
- Wild Bill Moore (1918–1983)
- Jürg Morgenthaler (* 1953)
- Yvonne Moriel (* 1992)
- Jan Morks (1925–1984)
- Pedro Moreira (* 1969)
- Angela Morris (* ≈1987)
- Kathryn Moses (1943–2021)
- Rob Mosher (* 1980)
- Mike Mower (* 1958)
- Jaime Muela (* 1957)
- Marcel Mule (1901–2001)
- Gerry Mulligan (1927–1996)
- Johannes Müller (* 1981)
- Susanne Müller (* 1964)
- Charlie Munro (1917–1985)
- Fritz Münzer (1934–2007)
- Amani A.W. Murray
- David Murray (* 1955)
- Mthunzi Mvubu (* ≈1985)
- Jasmine Myra (* ≈1994)

## N
- Quinsin Nachoff (* 1973)
- Najee (* 1957)
- Lothar Nakat (1925–2020)
- Zbigniew Namysłowski (1939–2022)
- Aurora Nealand (* 1979)
- Camila Nebbia (* 1987)
- Mauro Negri (* 1966)
- Saša Nestorović (* 1964)
- Carsten Netz (* 1971)
- Jens Neufang (* 1960)
- Charles Neville (1938–2018)
- Sam Newbould (* 1990)
- David „Fathead“ Newman (1933–2009)
- Lennie Niehaus (1929–2020)
- Georg Niehusmann (* 1963)
- Erik Nilsson (1935–2021)
- Bodil Niska (* 1954)
- Asger Nissen (* 1996)
- Sal Nistico (1940–1991)
- Hailey Niswanger (* 1990)
- Cups Nkanuka (1931–2012)
- Ryō Noda (* 1948)
- Bengt Nordström (1936–2000)
- Carl-Henrik Norin (1920–1967)
- Erik Norström (1935–2019)

## O
- Finn Odderskov (* 1947)
- Tim O’Dwyer (* 1971)
- Matti Oehl (* 1990)
- Lothar Ohlmeier (* 1962)
- Enrique Oliver (* 1985)
- Pedro Ontiveros (* 1952)
- Charlotte Ortmann (* 1985)
- Dan Oestreicher (* 1982)
- Tamar Osborn (* ≈1978)
- Mike Osborne (1941–2007)
- Greg Osby (* 1960)
- Gerald Oshita (1942–1992)
- Hartmut Oßwald (* 1964)
- Tuna Ötenel (* 1947)
- Rutger van Otterloo (* 1959)
- Matt Otto (* 1967)

## P
- Don Palmer (1939–2021)
- Andy Panayi (* 1964)
- Pierre Paquette (* 1957)
- Arthur „Dynamite Kid“ Parisius (1911–1963)
- Charlie „Bird“ Parker (1920–1955)
- Maceo Parker (* 1943)
- Sam Parkins (1926–2009)
- Lisa Parrott (* 1968)
- Dick Parry (* 1942)
- Michel Pastre (* 1966)
- Hanna Paulsberg (* 1987)
- Anders Paulsson (*  1961), Sopransaxophon, klassisch
- Javier Paxariño (* 1953)
- Stéphane Payen (* 1972)
- Leonardo Pedersen (* 1942)
- Klaus Pehl (* 1944)
- Leo Pellegrino (* 1991)
- Art Pepper (1925–1982)
- Jim Pepper (1941–1992)
- Marcelo Peralta (1961–2020)
- Hugo Peritz (1906–1999)
- P. J. Perry (* 1941)
- Ray Perry (1915–1950)
- Houston Person (* 1934)
- Ed Petersen (* 1952)
- Esa Pethman (1938–2025)
- Donatas Petreikis (* 1993)
- Ernst-Ludwig Petrowsky (1933–2023)
- Sissel Vera Pettersen (* 1977)
- Matthias Petzold (* 1964)
- Victoria Pfeil (* 1994)
- Léon Phal (* 1991)
- Theresia Philipp (* 1991)
- Greg Piccolo (* 10. Mai 1951 in Westerly, Rhode Island), ehem. Mitglied bei Roomful of Blues
- Dirk Piezunka (* 1969)
- Dave Pietro (* 1964)
- Lucas Pino (* 1987)
- Helga Plankensteiner (* 1968)
- Eric Plandé (* 1964)
- Klemens Pliem (* 1961)
- Julien Pontvianne (* 1983)
- Odean Pope (* 1938)
- Lenny Popkin (* 1941)
- Marek Pospieszalski (* 1988)
- Mateusz Pospieszalski (* 1965)
- Tineke Postma (* 1978)
- Chris Potter (* 1971)
- Thomas de Pourquery (* 1977)
- Jan Prax (* 1992)
- Gerald Preinfalk (* 1971)
- Valentin Preißler (* 1988)
- Seymour „Red“ Press (1924–2022)
- Günter Priesner (* 1951), klassischer Saxophonist, Prof. in Nürnberg, Mitglied bei „fiasco classico“
- Andreas Prittwitz (* 1960)
- Russell Procope (1908–1981)
- Red Prysock (1926–1993)
- Jin Pureum (* 1987)
- Wolfgang Puschnig (* 1956)
- Mark Pusker (* 1984)
- Robert Pussecker (* 1955)
- Pekka Pylkkänen (* 1964)

## Q
- Ike Quebec (1918–1963)
- Peter Quintern, Saxophonist bei Farin Urlaub, ehem. Mitglied bei The Busters

## R
- Leonardo Radicchi (* ≈1990)
- Idris Rahman (* 1976)
- Mario Raja (* 1956)
- Sigurd Rascher (1907–2001)
- Jay Rattman (* 1987)
- Ada Rave (* 1974)
- Raphael Ravenscroft (1954–2014)
- Emma Rawicz (* 2002)
- Dewey Redman (1931–2006)
- Don Redman (1900–1964)
- Joshua Redman (* 1969)
- A.C. Reed (1926–2004)
- Irene Reig (* 1993)
- Tom Reinbrecht (* 1969)
- Heiner Reinhardt (* 1952)
- Eladio Reinón (* 1963)
- Horst Reipsch (1925–2015)
- Jonathan Reisin (* ≈1997)
- Dave Rempis (* 1975)
- Julius van Rhee (* 1996)
- Nicolò Ricci (* 1987)
- Jean-Charles Richard (* 1974)
- Xavier Richardeau (* 1965)
- Evgeny Ring (* 1987)
- Rudi Rischbeck (1903–1988)
- Mathias Rissi (* 1946)
- Diego Rivera (* 1977)
- Sam Rivers (1923–2011)
- Babs Robert (* 1933)
- Rent Romus (* 1968)
- Frank Roberscheuten (* 1962)
- George Robert (1960–2016)
- Amy Roberts (* 1988)
- Tony Roberts (* 1937)
- Cath Roberts (* 1983)
- Scott Robinson (* 1959)
- Freddy Rodriguez (1931–2020)
- Jay Rodriguez (* 1967)
- Kenny Rogers (* ≈1935)
- Etienne Rolin (* 1952)
- Sonny Rollins (* 1930)
- Mette Henriette Martedatter Rølvåg (* 1990)
- Hanne Rømer (* 1949)
- Toon Roos (* 1964)
- Claes Rosendahl (1929–2013)
- Aldo Rossi (1911–1979)
- Bernard van Rossum (* 1980)
- Iwan Roth (* 1942)
- Charlie Rouse (1924–1988)
- Fabian Rucker (* 1985)
- Toms Rudzinskis (* 1987)
- Jean-Jacques Ruhlmann (* 1952)
- Frank Runhof (* 1960)

## S
- Frank Sackenheim (* 1976)
- Issa El-Saieh (1919–2005)
- Leandro Saint-Hill (* 1968)
- Hans Salomon (1933–2020)
- Sofia Salvo (* 1994)
- David Sanborn (1945–2024)
- Pharoah Sanders (1940–2022)
- Otis Sandsjö (* 1987)
- Ray Santos (1928–2019)
- Antti Sarpila (* 1964)
- Sandro Satta (* 1955)
- Thomas Savy (* 1972)
- Niko Schabel (* 1978)
- Heinz Schellerer (1934–2000)
- Andy Scherrer (1946–2019)
- Paul Scheugenpflug (* 1998)
- Rafael Schilt (* 1979)
- Johannes Schleiermacher (* 1984)
- Almut Schlichting (* 1977)
- Sol Schlinger (1926–2017)
- Werner Schmidt (1932–2020)
- Heiner Schmitz (* 1979)
- Robby Schmitz (1925–2005)
- Anna-Lena Schnabel (* 1989)
- Tommy Schneller (* 1969)
- Ragnar Schnitzler (* 1969), Saxophonlehrer
- Steffen Schorn (* 1967)
- Olaf Schönborn (* 1967), „Q4 Radio Jazz“
- Stefan Schreiber (* 1966)
- David Schumacher (* 1974)
- Roman Schwaller (* 1957)
- Freddy Schweitzer (1907–1950)
- Enzo Scoppa (* 1934)
- Clifford Scott (1928–1993)
- Tom Scott (* 1948)
- Lesley „Les“ Searle (* 1937)
- Al Sears (1910–1990)
- Jürgen Seefelder (* 1954)
- Christian Segmehl (* 1977 in Biberach an der Riß), Klassischer Saxophonist
- Niko Seibold (* 1987)
- Trygve Seim (* 1971)
- Philippe Sellam (* 1960)
- Jack Sels (1922–1970)
- Frank Selten (* 1939)
- Matthias Seuffert (* 1971)
- Éric Séva (* 1964)
- Sha (* 1983)
- Maximilian Shaikh-Yousef (* 1992)
- Eddie Shaw (1937–2018)
- Archie Shepp (* 1937)
- Andy Sheppard (* 1957)
- Wayne Shorter (1933–2023)
- Wally Shoup (1944–2024)
- Jef Sicard (1944–2021)
- Maciej Sikała (* 1961)
- Linda Sikhakhane (* 1992)
- Chombo Silva (1913–1995)
- Nicolas Simion (* 1959)
- Geoff Simkins (* 1948)
- Zoot Sims (1925–1985)
- Alex Simu (* 1981)
- Hal Singer (1919–2020)
- Frans Sjöström (1944–2023)
- Alan Skidmore (* 1942)
- Jimmy Skidmore (1916–1998)
- Thorsten Skringer (* 1975)
- Michal Skulski (* 1985)
- Tomasz Skulski (* 1991)
- Wanja Slavin (* 1982)
- Pavel Smetáček (1940–2022)
- Giacomo Smith (* 1987/88)
- Ruthie Smith (* 1950)
- Willie Smith (1910–1967)
- Willie „Face“ Smith (1926–2009)
- Jim Snidero (* 1958)
- Harry Sokal (* 1954)
- Henry Solomon (* ≈1998)
- Jens Søndergaard (* 1945)
- Brede Sørum (* 2000)
- Sébastien Souchois (* ≈1970)
- Luboš Soukup (* 1985)
- Iman Spaargaren (* ≈1979)
- Chris Speed (* 1967)
- Andrew Speight (1964–2022)
- Simon Spiess (* 1987)
- Simon Spillett (* 1974)
- Kika Sprangers (* 1994)
- Frank St. Peter (1937–1987)
- Moritz Stahl (* 1991)
- Ron Stallings (1947–2009)
- Uwe Steinmetz (* 1975)
- Sergei Stepanow (* 3. Februar 1884 in Tiraspol), Saxophonist beim moldawischen Trio SunStroke Project, „Epic Sax Guy“
- Matthias Stich (* 1961)
- Curtis Stigers (* 1965)
- Sonny Stitt (1924–1982)
- Paul Stocker (1952–2025)
- Eustach Strasser (* 1847 in München; † nach 1925), klassischer Klarinettist und Saxophonist (Boston Symphony Orchestra, Mendelssohn-Quintett)
- Karolina Strassmayer (* 1971)
- Lutz Streun (* 1988)
- Stan Strickland (* ≈1950)
- Zhenya Strigalev (* ≈1987)
- Helmut Strobl (* 1960)
- Julia Strzalek (* 1989)
- Ken Stubbs (* 1961)
- Achille Succi (* 1971)
- Reto Suhner (* 1974)
- John Surman (* 1944)

## T
- Richard Tabnik (* 1952)
- Tina Tandler (* 1965)
- Alexa Tarantino (* 1992)
- Buddy Tate (1915–2001)
- Joe Temperley (1929–2016)
- Gavin Templeton (* 1978)
- Kenneth Terroade (* 1944)
- Sue Terry (* 1959)
- Frank Teschemacher (1906–1932)
- Gösta Theselius (1922–1976)
- Samy Thiébault (* 1978)
- Gary Thomas (* 1961)
- Jérôme Thomas (* 1963)
- Joe Thomas (1933–2017)
- Marc Thomas (1959–2015)
- Michael Thomas (* ≈1988)
- Barbara Thompson (1944–2022)
- Danny Ray Thompson (1947–2020)
- Lee Thompson (* 1957), Saxophonist von Madness
- Lucky Thompson (1924–2005)
- Walter Thompson (* 1952)
- Katharina Thomsen (* 1981)
- Ken Thomson (* 1976)
- Camille Thurman (* 1986)
- Claude Tissendier (* 1952)
- George Tjong-Ayong (* ≈1972)
- Phil Todd (* 1956)
- Viktor Tóth (* 1977)
- Eric Traub (1947–2019)
- Steve Treseler (* 1981)
- Aurélie Tropez (* 1981)
- Efraim Trujillo (* 1969)
- Frank Trumbauer (1901–1956)
- Anna Tsombanis (* 1994)
- Stanley Turrentine (1934–2000)
- Eldar Tsalikov (* 1993)
- Oded Tzur (* 1984)

## U
- Jeremy Udden (* 1978)
- Christian Uğurel (* 1980)
- Phil Urso (1925–2008)
- Bernhard Ullrich (* 1965)
- Pirmin Ullrich (* 1968)

## V
- Timur Valitov (* 1994)
- Boris Vanderlek (* 1965)
- Erwin Vann (* 1963)
- Ruth Velten (* 1980)
- Dick Vennik (1940–2022)
- Javier Vercher (* 1978)
- Frans Vermeerssen (* 1954)
- Michel de Villers (1926–1992)
- Jeremy Viner (* 1985)
- Maikel Vistel (* 1983)
- John Voirol (* 1958)
- Luise Volkmann (* 1992)
- Timo Vollbrecht (* 1985)
- Eraldo Volonté (1918–2003)
- Ove Volquartz (* 1949)
- Tony Vos (1931–2020)

## W
- Claus Waidtløw (* 1967)
- Bennie Wallace (* 1946)
- Oilly Wallace (* 1996)
- Ulrich Wangenheim (* 1973)
- Tim Warfield (* 1965)
- Grover Washington, Jr. (1943–1999)
- Paul Wasley
- Malin Wättring (* 1987)
- Ernie Watts (* 1945)
- Noble „Thin Man“ Watts (1926–2004), US-amerikanischer Blues- und R&B-Saxophonist
- Sir Waldo Weathers (* 1950)
- Steffen Weber (* 1975)
- Ben Webster (1909–1973)
- Susanne Weidinger (* 1977)
- Christian Weidner (* 1976)
- Sam Weinberg (* ≈1990)
- Marcus Weiss (* 1961 in Basel, Schweiz), Kammermusiker beim Trio Accanto
- Bobby Wellins (1936–2016)
- Buddy Wells (* 1972)
- Ben Wendel (* 1976)
- Peter Weniger (* 1964)
- Cecilia Wennerström (* 1947)
- Uwe Werner (1955–2018)
- Mark Weschenfelder (* 1982)
- Richard Wester (* 1956)
- Heiner Wiberny (* 1944)
- Kuba Więcek (* 1994)
- Rudy Wiedoeft (1893–1940)
- Bernhard Wiesinger (* 1981)
- Finn Wiesner (* 1969)
- Don Wilkerson (1932–1986)
- Immanuel Wilkins (* 1997)
- Sofia Will (* 2000)
- John Williams (1905–1996)
- John Williams (* 1941)
- Todd Williams (* 1967), US-amerikanischer Saxophonist, ehem. Mitglied des „Jazz at Lincoln Center Orchestra“
- Fabian Willmann (* 1992)
- Chuck Wilson (1948–2018)
- Corinne Windler (* 1974)
- Paul Winter (* 1939)
- Steph Winzen
- Buddy Wise (1928–1955)
- Don Wise (1942–2024)
- Phil Woods (1931–2015)
- Engelbert Wrobel (* 1959)
- John Wurr (1940–2023)
- Eric Wyatt (* 1961)

## X
- Ed Xiques (1939–2020)
- Sisonke Xonti (* ≈1989)

## Y
- Lester Young (1909–1959)

## Z
- Samir Zarif (* 1980)
- John Zorn (* 1953)
- Philipp Z’Rotz (* 1980)
- Roger Zufferey (1936–2010)